# Anurie
 Mise en garde médicale
L'anurie est une diminution du volume urinaire à moins de 100 ml par 24 heures chez l'adulte. Il faut s'assurer qu'il n'y a pas de rétention aiguë d'urine, puis faire une recherche urgente de la cause de cette anurie si elle est d'installation brutale.
L'oligoanurie est définie par un volume urinaire inférieure à 500 ml par 24 heures ou 20 ml par heure chez l'adulte.

## Étiologie
L'anurie ou l'oligoanurie peut être causée par une obstruction des voies urinaires, ou par une incapacité des reins à produire de l'urine.
- Insuffisance rénale aiguë
- Lithiase rénale obstructive bilatérale ou sur rein unique
- État de choc